# Gefangen in der Vergangenheit (Star Trek: Deep Space Nine)
Gefangen in der Vergangenheit (Originaltitel: Past Tense) ist eine Doppelfolge der US-amerikanischen Science-Fiction-Fernsehserie Star Trek: Deep Space Nine. Es handelt sich um die elfte und die zwölfte Folge der dritten Staffel. Sie wurde in den Vereinigten Staaten über Syndication vermarktet und erstmals am 8. und 15. Januar 1995 auf verschiedenen Fernsehsendern ausgestrahlt. In Deutschland war sie zum ersten Mal am 27. und 28. Februar 1996 in einer synchronisierten Fassung auf Sat.1 zu sehen.

## Handlung

### Teil I
Im Jahr 2371 bei Sternzeit 48481.2 fliegen die Führungsoffiziere der Raumstation Deep Space Nine mit der USS Defiant zur Erde, um an einem Symposium der Sternenflotte teilzunehmen. Commander Benjamin Sisko, Stationsarzt Julian Bashir und Wissenschaftsoffizierin Jadzia Dax wollen ins Hauptquartier der Sternenflotte in San Francisco beamen, doch etwas geht schief. Die erste Offizierin Kira Nerys und Chefingenieur Miles O’Brien finden heraus, dass sie nicht am Ziel angekommen sind, sondern dass ihre Muster irgendwohin umgeleitet wurden. O’Brien stellt fest, dass die Tarnvorrichtung der Defiant hieran schuld ist. Sie erzeugt Chronitonen, die eine Varianz im Eindämmungsstrahl des Transporters verursacht haben. Zeitgleich mit dem Transport hatte eine mikroskopische Singularität das Sonnensystem durchquert. Durch die Verknüpfung dieser Umstände wurden Sisko und die anderen offenbar nicht an einen anderen Ort, sondern in eine andere Zeit versetzt.
Sisko und Bashir verlieren das Bewusstsein. Sie erwachen, als sie von zwei uniformierten und mit Schrotflinten bewaffneten Männern namens Vin und Bernardo Calvera geweckt werden. Sie erfahren, dass sie sich im Jahr 2024 befinden. Da sie sich nicht ausweisen können, haben sie kein Recht, sich frei zu bewegen, und werden in eine sogenannte „Schutzzone“ gebracht. Bashir ist mit der Geschichte des 21. Jahrhunderts nicht vertraut. Sisko erklärt ihm, Schutzzonen habe es damals in allen größeren Städten der Vereinigten Staaten gegeben. Hierher wurden Leute abgeschoben, die ohne Arbeit oder eine Bleibe waren. In einem völlig überfüllten Verwaltungsgebäude werden sie registriert. Bashir stellt entsetzt fest, dass sich unter den Anwesenden auch zahlreiche Personen mit psychischen Erkrankungen befinden. Während sie warten, sieht Sisko auf einer Anzeigetafel das genaue Datum: Es ist der 30. August. Es weiß sofort, dass es bald ungemütlich wird, denn schon in wenigen Tagen wird genau hier in der Schutzzone von San Francisco der Bell-Aufstand ausbrechen. Angeführt von Gabriel Bell werden die Bewohner die Kontrolle an sich reißen und hier im Verwaltungsgebäude Geiseln nehmen. Schließlich werden Regierungstruppen das Gebäude stürmen und hunderte Menschen werden sterben. Sisko und Bashir haben keine Möglichkeit, dies zu verhindern. Sie würden dadurch den Lauf den Geschichte erheblich verändern, denn durch den Aufstand wird sich die öffentliche Meinung zu den Schutzzonen ändern und die sozialen Missstände werden endlich ernsthaft angegangen.
Schließlich ist ihre Wartezeit vorbei und Sisko und Bashir erhalten eine Einweisung durch die Sozialarbeiterin Lee. Sie hat sie zunächst für „Dims“ gehalten, ein Slang-Ausdruck für Personen mit psychischen Problemen. Lee hält die beiden aber eher für „Gimmies“, Leute die Hilfe bei der Arbeits- und Wohnungssuche benötigen. Lee erklärt ihnen, dass es in der Schutzzone eine Arbeitsvermittlung gibt, doch aufgrund der schwierigen Wirtschaftslage werden sie sich wohl etwas gedulden müssen. Innerhalb der Schutzzone können sie sich jede freie Wohnung aussuchen. Lee gibt ihnen Rationskarten und warnt sie vor den unterbezahlten Sicherheitskräften und vor den „Ghosts“, Kriminellen, die sich nicht einfügen wollen und andere Bewohner überfallen. Als sie in die Schutzzone entlassen werden, stellen Sisko und Bashir schon bald fest, dass es keine freien Wohnungen gibt und viele Bewohner auf der Straße leben. Zudem haben sie eine erste unangenehme Begegnung mit einer Gruppe Ghosts und ihrem Anführer B.C.
Dax hatte unterdessen mehr Glück als ihre Kollegen. Sie ist nur wenige Meter von ihnen entfernt im Eingang einer U-Bahn-Station materialisiert. Ein Mann namens Chris Brynner findet sie dort vor und bietet ihr seine Hilfe an, da er glaubt, sie sei überfallen worden. Er nimmt sie mit in sein Büro, wo sie einen Ausweis beantragen kann. Brynner ist etwas überrascht, dass Dax ihn nicht erkennt, denn er ist ein bekannter Geschäftsmann und Leiter eines Internet-Unternehmens. Brynner ist Dax behilflich bei der Suche nach Sisko und Bashir, er lässt ihr ein Hotelzimmer reservieren und lädt sie für den nächsten Tag zu einer Party ein, denn er möchte wissen, ob Dax’ Suche erfolgreich war. Auf der Party erfährt sie von der Existenz der Schutzzonen und vermutet, dass Sisko und Bashir dort gelandet sind. Brynner will versuchen, Zugriff auf die Aufzeichnungen der Schutzzonen zu erlangen.
Sisko und Bashir gewinnen das Vertauen eines Mannes namens Webb, dessen Sohn Danny von Ghosts zusammengeschlagen wurde. Bashir untersucht den Jungen und stellt fest, dass er keine schweren Verletzungen erlitten hat. Webb ist von ihnen beeindruckt. Es will, dass sich die Bewohner der Schutzzone organisieren und dass Bashir und Sisko dabei eine aktive Rolle spielen. Sie müssen aber ablehnen, da sie sich nicht in den Lauf der Geschichte einmischen wollen. Etwas später treffen sie erneut auf die Ghosts, die Bashir seine Rationskarte abnehmen wollen. Es kommt zum Kampf; ein weiterer Mann kommt Sisko und Bashir zu Hilfe, doch er wird von B.C. erstochen. Die Ghosts nehmens seine Karte und verschwinden. Der Fremde stirbt und als Sisko auf seinen Ausweis blickt, erkennt er, dass sie nun ein großes Problem haben, denn dieser Mann war Gabriel Bell.
An Bord der Defiant bricht plötzlich der Kontakt zur Sternenflotte ab. O’Brien stellt fest, dass das Hauptquartier verschwunden ist, ebenso die Satelliten, die Flottenwerften und andere Einrichtungen. Es hat den Anschein, als habe die Sternenflotte nie existiert.
Sisko und Bashir gehen zurück zu Webb und erklären, sie hätten es sich anders überlegt. Webb möchte eine Versammlung organisieren, durch die die Bewohner die Öffentlichkeit auf die Zustände in der Schutzzone aufmerksam machen sollen. Während Sisko und Bashir dies den anderen Bewohnern mitteilen, bricht plötzlich auf Aufstand aus. Mehrere Wachen, darunter Bernardo Calvera, werden überwältigt und zusammen mit mehreren Angestellten im Verwaltungsgebäude als Geiseln genommen. Zunächst spielt B.C. hier die maßgebliche Rolle, doch als er den Geiseln Gewalt antun will, schreitet Sisko ein. Er übernimmt die Führung und gibt sich als Gabriel Bell aus.

### Teil II
Vin versucht im Alleingang, die Geiselnahme zu beenden, wird aber ebenfalls gefangen genommen. B.C. verlangt Zugriff auf das Internet und Calvera bietet an, ihm zu helfen. Als Webb eintrifft, bittet ihn Sisko, zuverlässige Leute zu suchen, um die Geiseln zu bewachen, da er sie nicht den Ghosts überlassen möchte. B.C. will lediglich Straffreiheit, Geld und eine freie Ausreise erzwingen. Sisko will hingegen erreichen, dass die Schutzzonen aufgelöst und die Bewohner in Arbeit gebracht werden. Er bringt Webb dazu, als Sprecher der Bewohner aufzutreten. Der kann seine Forderungen jedoch nicht öffentlich verbreiten, denn die Internetverbindung wird durch die Polizei unterbrochen. Die Unterhändlerin Detective Preston nimmt Kontakt auf und bittet um ein persönliches Treffen. Sie verspricht, die Forderungen an den Gouverneur weiterzuleiten.
An Bord der Defiant versuchen Kira und O’Brien herauszufinden, in welche Zeit Sisko, Bashir und Dax verschlagen wurden. O’Brien kann die Möglichkeiten auf zehn Zeitperioden begrenzen. Er und Kira wollen nun ebenfalls die Chronitonen aus der Tarnvorrichtung nutzen, um kontrolliert kurze Zeitreisen zu unternehmen. Allerdings sind nicht mehr genügend Chronitonen vorhanden, um alle in Frage kommenden Zeitperioden zu bereisen. Ihre Ausflüge in die Jahre 1930 und 1967 bleiben erfolglos.
Bashir kümmert sich um Lee, die sich unter den Geiseln befindet und an Hypoglykämie leidet. Während die Wachen unaufmerksam sind, versucht Vin, an eine Waffe zu gelangen. B.C. bekommt das mit und will ihn töten, was Sisko gerade noch verhindern kann. Sisko ist wütend auf Vin, da er die Zustande in der Schutzzone jeden Tag miterlebt und dennoch die Augen davor verschließt. Schließlich meldet sich Preston. Als Zeichen seines guten Willens lässt der Gouverneur Frühstückspakete an die Bewohner verteilen. Zudem verspricht er Sisko und Webb eine milde Strafe. Zur Auflösung der Schutzzonen bleibt er jedoch vage und sagt lediglich die Einrichtung eines Komitees zu, das irgendwann darüber entscheiden soll. Webb und Sisko lehen dies als ungenügend ab.
Unterdessen verschafft sich Dax über die Kanalisation Zutritt zur Schutzzone. Im Gegensatz zu Sisko und Bashir besitzt sie noch ihren Kommunikator, doch der wird ihr von einigen Dims gestohlen. Dax wird von B.C. aufgegriffen und ins Verwaltungsgebäude gebracht, wo ihr Bashir Sisko sogleich als Gabriel Bell vorstellt. Dax bietet ihre Hilfe an, um die Netzsperre aufzuheben. Nachdem es ihr gelungen ist, ihren Kommunikator zurückzuerlangen, kehrt sie über die Kanalisation zurück zu Brynner. Der zögert zunächst, ist dann aber doch bereit, den Geiselnehmern eine Verbindung bereitzustellen, auch wenn er dadurch seine Lizenz verlieren wird. Webb nutzt diese Möglichkeit sogleich. Er selbst und mehrere weitere Bewohner der Schutzzone erzählen der Öffentlichkeit ihre Geschichten. Der Gouverneur hat allerdings inzwischen den Plan gefasst, das Gebäude stürmen zu lassen.
Kira und O’Brien stellen bei einer Reise ins Jahr 2048 fest, dass die Zeitlinie hier bereits verändert wurde. Damit kommen noch drei mögliche Zeitperioden infrage, in denen sich Sisko, Dax und Bashir aufhalten könnten. Es sind aber nur noch genug Chronitonen für eine Reise übrig. Sie wählen das Jahr 2024 und haben damit Glück. Sie registrieren die Spuren eines Transports und können Kontakt zu Dax aufnehmen.
Am frühen Morgen wird das Verwaltungsgebäude gestürmt. B.C., Webb und mehrere andere werden von den Einsatzkräften tödlich getroffen. Sisko wird verletzt, als er sich schützend vor Vin stellt. Vin und Calvera werden bewaffnet und führen die verbliebenen Geiselnehmer nach draußen. Dort stellen sie entsetzt fest, dass zahlreiche weitere Menschen getötet wurden. Vin verhilft Sisko und Bashir zur Flucht, indem er ihre Ausweise gegen die von Toten austauscht. Er verspricht außerdem, die Wahrheit über den Aufstand zu verbreiten. Sisko und Bashir treffen sich mit Dax, Kira und O’Brien. Sie kehren gemeinsam ins 24. Jahrhundert zurück und stellen fest, dass die ursprüngliche Zeitlinie wiederhergestellt ist, mit Ausnahme eines kleinen Details: Sämtliche historischen Aufzeichnungen über Gabriel Bell enthalten jetzt das Foto von Sisko.

## Verbindungen zu anderen Star-Trek-Produktionen
Mit Gefangen in der Vergangenheit endete eine siebenmonatige Phase, die nach dem Ende der Vorgängerserie Raumschiff Enterprise – Das nächste Jahrhundert begonnen hatte und in der Star Trek: Deep Space Nine als einzige Star-Trek-Fernsehserie ausgestrahlt wurde. Am 16. Januar 1995 startete die neue Serie Star Trek: Raumschiff Voyager und es liefen wieder zwei Serien parallel zueinander.
Einige Elemente aus dieser Folge wurden in späteren Star-Trek-Produktionen wieder aufgegriffen:
- In Folge 4.08 (Kleine, grüne Männchen) von Star Trek: Deep Space Nine aus dem Jahr 1995 wird noch einmal auf die Ersetzung des echten Gabriel Bell durch Benjamin Sisko Bezug genommen.
- In der zweiten Staffel der Serie Star Trek: Picard aus dem Jahr 2022 findet ebenfalls eine Zeitreise ins Jahr 2024 statt. Hier wurden einige subtile Hinweise auf die Ereignisse aus Gefangen in der Vergangenheit eingebaut, etwa der Name des fiktiven kalifornischen Gouverneurs Robert Chen.
- In Folge 2.07 (Tierisch olle Sternenreisende) von Star Trek: Strange New Worlds aus dem Jahr 2023 gibt es eine kurze Anspielung auf den Bell-Aufstand; in Folge 2.03 (Wer rettet die Retter?) der animierten Serie Star Trek: Prodigy aus dem Jahr 2024 wird er erwähnt.

## Produktion

### Drehbuch
Der Arbeitstitel der Doppelfolge lautete Cold & Distant Stars.
Die ursprüngliche Idee zu dieser Folge stammte von Robert Hewitt Wolfe. In seinem ersten Entwurf sollte Sisko in die Vergangenheit reisen und dort obdachlos werden. Als er schließlich erzählt, er stamme aus der Zukunft und leite eine Raumstation, wird er für verrückt erklärt und mit Neuroleptika behandelt. Weder Wolfe noch der Rest des Produktionsteams waren mit diesem Entwurf besonders zufrieden. Ira Steven Behr griff die Geschichte allerdings auf und fügte die Schutzzonen und den Bell-Aufstand ein.
Wolfe sah seine ursprüngliche Geschichte als einen Kommentar auf die Gleichgültigkeit der zeitgenössischen Gesellschaft gegenüber Obdachlosen. Hierher rührt auch Behrs Idee der Schutzzonen. Bei einem Ausflug nach Santa Monica hatte er ein verstörendes Erlebnis: Überall waren Obdachlose zu sehen, aber niemand schien Notiz von ihnen zu nehmen. Behrs Inspiration für den Bell-Aufstand war der Aufstand in der Attica Correctional Facility in New York im Jahr 1971, bei dem die Insassen eine menschenwürdigere Behandlung forderten.
Neben Obdachlosigkeit wird (recht subtil) auch das Thema Rassismus in Gefangen in der Vergangenheit behandelt. Die beiden dunkelhäutigen Männer Sisko und Bashir werden sofort in eine Schutzzone verfrachtet, während Dax als weiße Frau Hilfe erhält.
Mehrere Figuren aus Gefangen in der Vergangenheit (Chris Brynner, Vin, Lee, Bernardo Calvera und Brynners nur erwähnter Assistent Britt) sind nach Darstellern und Figuren aus dem Western Die glorreichen Sieben von 1960 benannt. Die Figur B.C. ist nach der Regieassistentin B.C. Cameron benannt.

### Darsteller
Die Hauptfigur Jake Sisko (Cirroc Lofton) hat in dieser Folge keinen Auftritt. Die Hauptfigur Quark (Armin Shimerman) tritt nur im ersten Teil kurz auf.
Dick Miller, Darsteller von Vin, hatte zuvor bereits einen Verkäufer in Folge 1.12 (Der große Abschied) von Raumschiff Enterprise – Das nächste Jahrhundert gespielt.
Al Rodrigo, Darsteller von Bernardo Calvera, sprach auch Captain Durango in zwei Folgen der animierten Serie Star Trek: Lower Decks.
Gabriel Bell wurde von John Lendale Bennett gespielt, der in der Serie Star Trek: Deep Space Nine auch als Stuntdouble von Sisko-Darsteller Avery Brooks tätig war. Er spielte außerdem zwei weitere Nebenrollen in je einer Folge von Star Trek: Deep Space Nine.
Clint Howard, Darsteller von Grady, hatte zuvor bereits Balok in der Folge Pokerspiele der Originalserie Raumschiff Enterprise gespielt. Er spielte später noch Muk in Folge 1.19 (Raumpiraten) von Star Trek: Enterprise, einen Orioner in Folge 1.15 (Nimm meine Hand) von Star Trek: Discovery und Buck Martinez in Folge 2.08 (Der Schlächter von J’Gal) von Star Trek: Strange New Worlds. Ursprünglich war Iggy Pop für die Rolle des Grady vorgesehen, doch dies scheiterte an Termingründen. Pop übernahm später eine Gastrolle in Folge 6.10 (Der glorreiche Ferengi) von Star Trek: Deep Space Nine.
Daniel Zacapa, Darsteller von Henry Garcia, spielte auch einen Astronomen in Folge 6.12 (Es geschah in einem Augenblick) von Star Trek: Raumschiff Voyager.

### Drehorte und Kulissen
Bei den beiden Teilen von Gefangen in der Vergangenheit handelt es sich um zwei von lediglich vier Folgen der Serie, in der keine einzige Szene an Bord der namensgebenden Raumstation Deep Space Nine spielt.
Für die Außenaufnahmen der in San Francisco spielenden Szenen wurde das New-York-Streets-Set in den Paramount-Studios genutzt.
Die Kulisse von Brynners Wohnung wurde in Folge 2.05 (Der Zeitstrom) von Star Trek: Raumschiff Voyager als Wohnung von Harry Kim und seiner Freundin Libby wiederverwendet.
Bei der Zeitreise von Kira und O’Brien ins Jahr 1930 ist im Hintergrund ein Plakat zu sehen, das einen Boxkampf ankündigt. Dieses ist einem Plakat aus der Folge Griff in die Geschichte der Originalserie Raumschiff Enterprise nachempfunden, in der ebenfalls eine Zeitreise ins Jahr 1930 stattfindet.

### Musik
Bei der Zeitreise von Kira und O’Brien ins Jahr 1967 ist das Lied Hey Joe von Jimi Hendrix zu hören.

## Rezeption
Keith DeCandido bewertete den ersten Teil von Gefangen in der Vergangenheit 2013 auf tor.com als eine gute Folge von Star Trek: Deep Space Nine. Er fand das entworfene Zukunftsszenario erschreckend realistisch. Dass die furchtbaren Zustände nicht das Ergebnis von Böswilligkeit, sondern von Überforderung sind, fand DeCandido gut dargestellt, insbesondere dadurch, dass es mit Ausnahme von B.C. keine bösen Figuren gibt, sondern auf beiden Seiten des Systems nur Menschen, die irgendwie mit den Umständen zurechtzukommen versuchen. Als eine gewisse Schwäche empfand DeCandido, dass die Folge sich nicht traut, das entworfene Szenario für sich sprechen zu lassen, sondern dass noch zwei überlange erläuternde Dialoge zwischen Sisko und Bashir eingebaut wurden. Den zweiten Teil bewertete DeCandido ebenfalls als gute Folge, die wunderbar an den ersten Teil anknüpft. Er lobte vor allem die Schauspielleistung von Avery Brooks, der Siskos Abscheu gegen das System der Schutzzonen wunderbar darstellt. DeCandido bemängelte allerdings, dass die Geschichte nicht genug Stoff für zwei 45-minütige Folgen bietet und der zweite Teil daher recht viel Füllmaterial enthält, etwa die Zeitreisen von Kira und O’Brien oder Dax’ Besuch bei Grady.
Ed Gross listete Gefangen in der Vergangenheit 2016 auf empireonline.com in einer Aufstellung der 50 besten bis dahin ausgestrahlten Star-Trek-Folgen auf Platz 39.
Aaron Couch und Graeme McMillan erstellten 2016 anlässlich des 50-jährigen Jubiläums von Star Trek in Zusammenarbeit mit verschiedenen Beteiligten aus dem Franchise für den Hollywood Reporter eine Liste der 100 besten bis dahin ausgestrahlten Folgen. Gefangen in der Vergangenheit wurde hierbei auf Platz 47 gewählt.
Aaron Couch und Graeme McMillan erstellten 2016 für den Hollywood Reporter eine Liste der 20 besten Folgen von Star Trek: Deep Space Nine. Gefangen in der Vergangenheit führten sie dabei auf Platz 11.
Lisa Granshaw erstellte 2016 für syfy.com eine Liste der 15 besten Star-Trek-Zeitreisegeschichten. Gefangen in der Vergangenheit landete dabei auf Platz 7.
Angelica Jade Bastién erstellte 2018 für vulture.com eine Liste der 15 besten Folgen von Star Trek: Deep Space Nine. Gefangen in der Vergangenheit führte sie dabei auf Platz 15.
Michael Weyer erstellte 2018 für die Website cbr.com eine Liste der 20 besten Mehrteiler aller Star-Trek-Serien. Gefangen in der Vergangenheit führte er hierbei auf Platz 20.
Michael Weyer listete Gefangen in der Vergangenheit 2018 auf cbr.com in einem Ranking der 20 besten Star-Trek-Zeitreisefolgen auf Platz 9.
Sven Harvey zählte Gefangen in der Vergangenheit 2020 auf der Website Den of Geek zu den 25 besten Geschichten der Serie Star Trek: Deep Space Nine.
Die Website scifinow.co.uk zählte Gefangen in der Vergangenheit 2020 zu den zehn besten Folgen von Star Trek: Deep Space Nine.
Mark Donaldson führte Gefangen in der Vergangenheit 2023 auf screenrant.com in einer Liste der 20 besten Folgen von Star Trek: Deep Space Nine auf Platz 18.

## Bezüge zur Realität
Während der Produktion dieser Doppelfolge schlug Richard Riordan, der damalige Bürgermeister von Los Angeles, vor, das Obdachlosigkeitsproblem seiner Stadt einzudämmen, indem Obdachlose in umzäunten Gebieten, sogenannten „Havens“, untergebracht werden.